# Parvin E'tesami
Parvin E'tesami (în persană پروین اعتصامی) sau Rakhshandeh Etesami (în persană رخشنده) (n. 16 martie 1907, Tabriz, Provincia Azarbaidjanul de Est, Iran – d. 5 aprilie 1941, Teheran, Iran), scris și ca Parvin Etesami, a fost o poetă din Iran, din secolul al XX-lea.

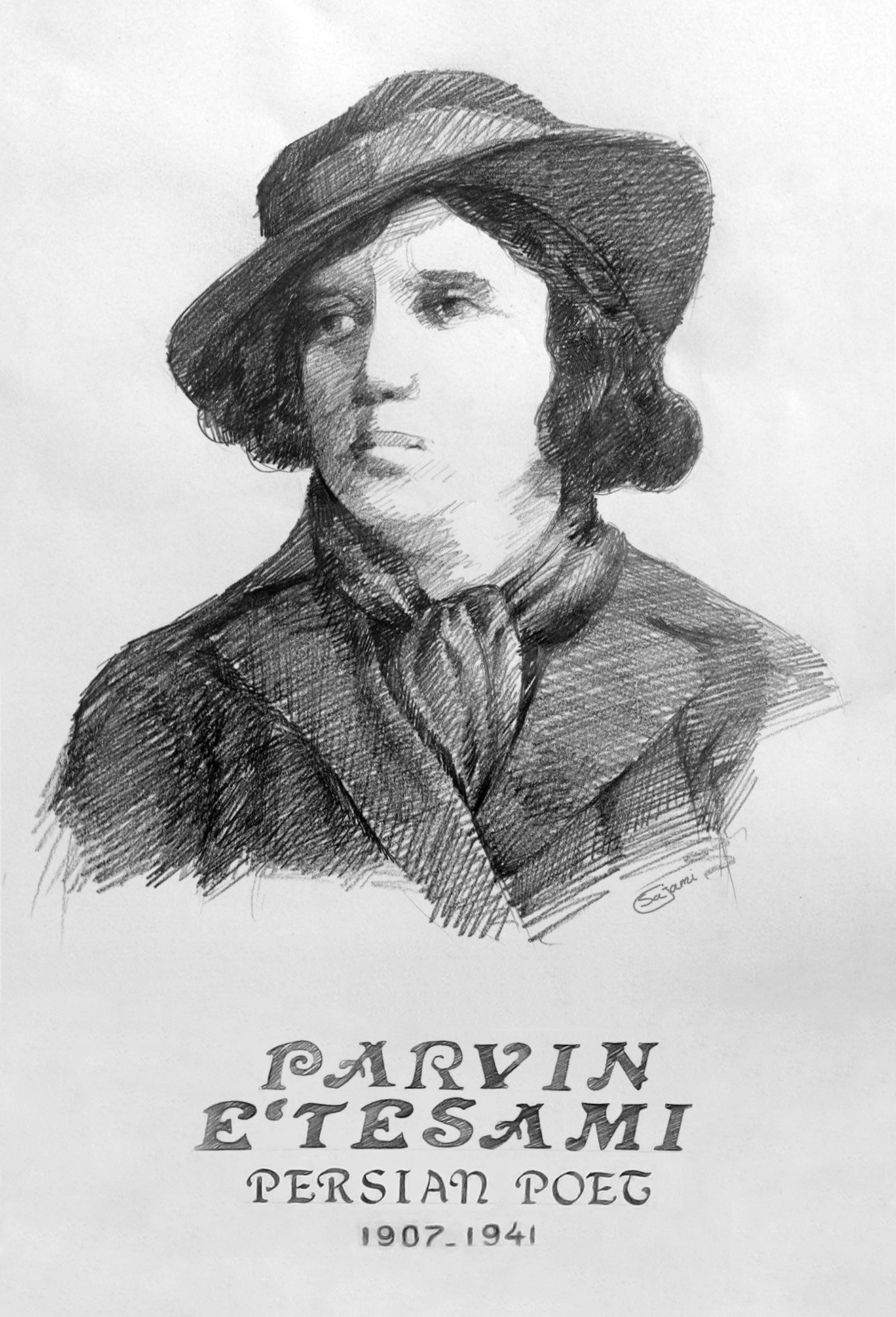
Poetă iraniană / 1907-1941

## Viața
Parvin E'tesami s-a născut în 1907 în Tabriz, tatăl ei fiind Mirza Yusuf Etesami Ashtiani (E'tesam-al-Molk), originar din Ashtiyan. Acesta s-a mutat la Tabriz și a fost numit controlor financiar al provinciei Azerbaidjan de către administrația Qajar. În cele din urmă, acesta s-a mutat împreună cu familia la Teheran. Parvin a avut patru frați, iar mama ei a murit în 1973.
Parvin a studiat la American Girls College (Iran Bethel School) din Teheran, pe care a absolvi-o în 1924. Ulterior, ea a predat o vreme la acea școală.
În 1934, Parvin s-a căsătorit cu un verișor al tatălui ei și s-a mutat în orașul Kermanshah, dar căsătoria a durat doar zece săptămâni și s-a întors la Teheran.
În 1938-39 a lucrat câteva luni la biblioteca Danesh-Saraay-e 'Aali, Universitatea Tarbiat Moallem de astăzi din Teheran. Tatăl ei a murit în 1938, iar ea a murit doar trei ani mai târziu. A fost înmormântată lângă tatăl ei în Qom, lângă mormântul lui Fatemeh Masumeh.

## Opera
Parvin avea în jur de șapte sau opt ani când și-a descoperit abilitățile poetice. Încurajată de tatăl ei, ea a versificat câteva piese literare care au fost traduse din surse occidentale de către acesta. În 1921-1922, unele dintre primele sale poezii cunoscute au fost publicate în revista persană Bahar (Spring). Prima ediție a Divanului (Diwan) său conține 156 de poezii și a apărut în 1935. Poetul și cărturarul Mohammad Taqi Bahar a scris o introducere a operei sale. Cea de a doua ediție a cărții sale, editată de fratele ei Abu'l Fatha Etesami, a apărut la scurt timp după moartea ei, în 1941, fiind alcătuită din 209 compoziții diferite de tip mathnawi, qasideh, ghazal (gazeluri), qet'e (o altă formă de poezie persană) și alte forme strofice. Cartea conținea în total 5606 de distihuri .
În scurta ei viață, Parvin a reușit să fie deosebit de cunoscută printre iranieni. Poezia lui Parvin urmează tradiția clasică persană, forma și substanța sa. Ea a rămas neafectată sau poate a ignorat tendințele moderniste din poezia persană . În antologia sa de poezie, există aproximativ 42 de qasideh și qet'e fără titlu. Aceste lucrări urmăresc stilurile didactice și filozofice ale lui Sanai și Naser Khosrow. Multe alte qasideh, în special în cele în care se regăsesc descrieri ale naturii, prezintă influențe ale poetului Manuchehri. În Divanul lui Parvin există, de asemenea, și gazeluri.
Potrivit profesorului Heshmat Moayyad, Safar-e ashk (Călătoria unei lacrimi) se numără printre cele mai bune versuri scrise vreodată în persană.
O altă formă de poezie, monazareh (dezbatere), ocupă cea mai mare parte din Divanul lui Parvin. Ea a compus aproximativ șaizeci și cinci de poezii în stilul monazareh și șaptezeci și cinci de anecdote, fabule și alegorii . Potrivit lui Moayyad: „Parvin a scris despre bărbați și femei din diferite medii sociale, despre o gamă largă de animale, păsări, flori, copaci, elemente cosmice și naturale, obiecte din viața de zi cu zi, concepte abstracte , toate personificate și simbolizând bogăția vieții. Prin aceste figuri, ea construiește o oglindă pentru ceilalți, arătându-le abuzurile societății și eșecul oamenilor în angajamentul moral. De asemenea, în aceste dezbateri, ea își exprimă elocvent gândurile despre viață și moarte, dreptate socială , etică, educație și importanța supremă a cunoașterii ".